# Young You
Young You (ヤングユー, Yangu Yū) est un magazine de prépublication de mangas mensuel de type josei. Il est édité par Shūeisha entre 1986 et octobre 2005. À son arrêt, Shūeisha déplace la plupart des séries prépubliées vers d'autres magazines affiliés tels que Chorus et You.

## Mangas prépubliés
- auteur : Naomi Akimoto
  - Ensemble
  - Katei no jijou
  - Natural
  - See you again
  - Uchi no mama ga iu koto ni wa
  - Ushirosugata no cha cha
  - Yoru no kumo asa no tsuki
- auteur : Nanae Haruno
  - Double House
  - Papa told me
  - Pietà
- auteur : Yukari Ichijo
  - Tadashii renai no susume
- auteur : Mayumi Ishii
  - Kiyaria kogitsune kin no mori
- auteur : Mariko Iwadate
  - Amaryllis
  - Alice ni onegai
  - Bara no hoo
  - Kirara no ki
  - Reizouko ni pineapple pie
- auteur : Masane Kamoi
  - Sweet delivery
- auteur : Maki Kusumoto
  - Tanbi seikatsu hyakka
- auteur : Satoru Makimura
  - Believe
  - Oishii kankei
- auteur : Mori Ogata
  - Abuda kadabura
  - Angel Heart
  - Ichiban furui tomodachi
  - Sazanami no mukougawa
  - Yumemiru crescent night
- auteur : Fuyumi Ogura
  - Be my baby
  - Margarita
  - Olive no kokage
  - Sweet music
  - Yume no hitotachi
- auteur : Mieko Ûsaka
  - Saru no ashi
- auteur : Erica Sakurazawa
  - Cool
  - Love stories
  - Love vibes
- auteur : Maki Satou
  - Baby panic
  - Hot cocoa na fuyu no asa
  - Kuroi Hitomi no Otomodachi
  - Sangatsu no Chopin
  - Sweet memories
  - Wedding wedding
- Momoko Takasaki
  - Hakui de pon
- auteur : Shungicu Uchida
  - Kaiketsu wa shimasen
- auteur : Chika Umino
  - Hachimitsu to clover
- auteur : Ebine Yamaji
  - Mahoko
  - Otenki to issho
- auteur : Mayumi Yoshida (en)
  - Kushami san kai